# 오클랜드섬

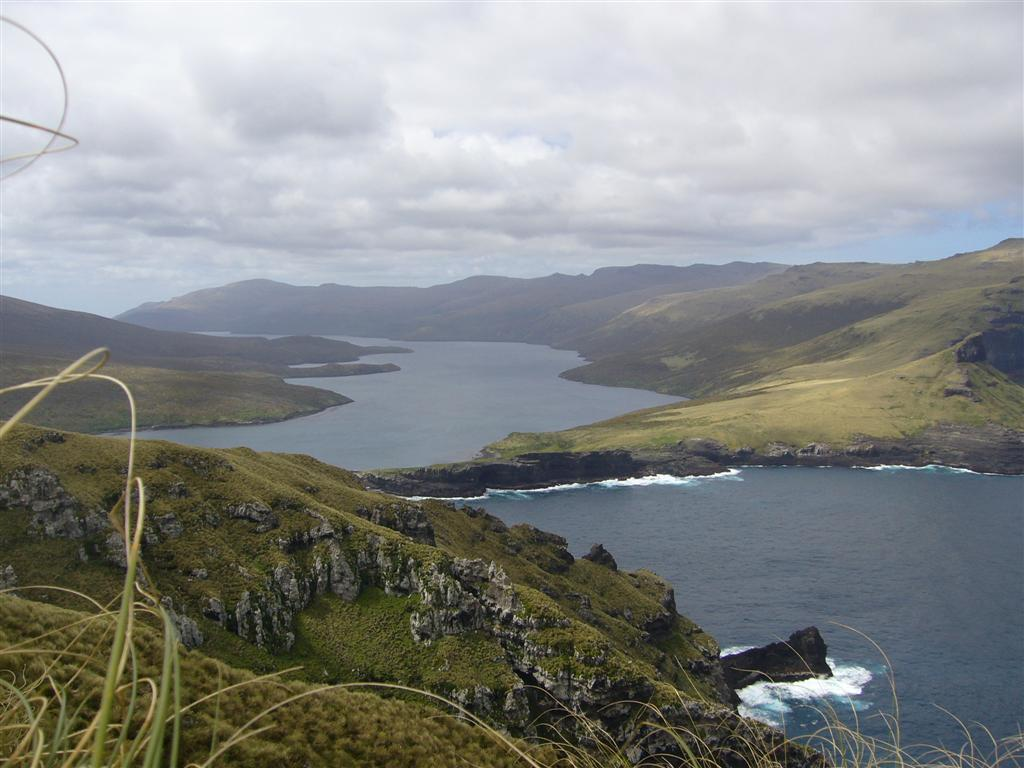
칸리 항구와 애덤스섬

오클랜드섬(Auckland Island, 마오리어: Mauka Huka)은 태평양에 있는 무인도의 이름을 딴 섬이다. 뉴질랜드 아남극 지역의 일부이다. 이 지역의 다른 뉴질랜드 아남극 섬들과 함께 유네스코 세계문화유산 목록에 등재되어 있다.

## 지리
섬의 면적은 약 442.5km2이고 길이는 42km이다. 이 곳은 2,500만~1,000만 년 전에 2개의 돔을 형성한 거대한 화산 더미에서 형성되었다. 하나는 남쪽의 칸리(Carnley) 항구를 중심으로 하고 다른 하나는 서쪽의 디스어포인먼트 아일랜드(Disappointment Island) 주변을 중심으로 하는 로스 돔(Ross Dome)이다. 이 섬은 화산암으로 이루어져 있으며 2m가 넘는 이탄으로 덮여 있다. 가파른 절벽과 600m가 넘는 험준한 지형으로 유명하다.
섬의 남쪽 끝은 칸리 항구를 포함하여 너비가 26km까지 넓어진다. 서쪽에는 빅토리아 패시지(Victoria Passage)로 알려진 매우 좁은 수로가 본섬과 작은 애덤스섬을 분리한다. 애덤스섬과 본섬의 남쪽 부분이 분화구 가장자리를 형성한다. 칸리 항구 어귀에서 북쪽으로 3km 떨어진 곳에 뉴질랜드 최서단 지점인 케이프 로빗(Cape Lovitt)이 있다.

## 같이 보기
- 뉴질랜드 남극 연안의 섬
- 무인도